# Agalmopolynema calyptera
Agalmopolynema calyptera är en stekelart som beskrevs av Fidalgo 1988. Agalmopolynema calyptera ingår i släktet Agalmopolynema och familjen dvärgsteklar. Inga underarter finns listade i Catalogue of Life.